# Тувнель, Эдуар-Антуан
Эдуар-Антуан Тувнель (фр. Édouard Antoine Thouvenel; 11 ноября 1818, Верден, Франция — 18 октября 1866, Париж, Франция) — французский политический деятель, сын генерала Людовика Тувенеля (1787—1843), отличившегося под Фридландом, участвовавшего в битве при Ватерлоо, бывшего в немилости во время реставрации, с 1830 года, вновь на службе.
По окончании курса юридических наук Тувенель путешествовал по Востоку; с 1840 года состоял на дипломатической службе. В 1849—1850 годах был французским посланником в Афинах; в 1850 году поощрял греческое правительство сопротивляться требованиям Великобритании, предъявленным по поводу дела Пасифико. В 1850—1851 годах Тувенель был посланником в Мюнхене.
В 1851 году после переворота 2 декабря призван в Париж в министерство иностранных дел, где он вёл по преимуществу дела восточные; покровительствовал соединению дунайских княжеств Молдавии и Валахии. В 1856 году назначен сенатором.
В 24 января 1860 года назначен министром иностранных дел на место Валевского. Он покровительствовал объединению Италии, за что добился вознаграждения в виде присоединения Ниццы и Савойи к Франции. При нём заключен торговый договор с Англией на началах свободной торговли, а также договоры с Бельгией и Россией. 15 октября 1862 года вышел в отставку.
Написал: «La Hongrie et la Valachie» (П., 1840). После его смерти опубликованы: «Le secret de l’empereur. Correspondance confidentielle et inédite entre M. T. le duc de Grammont et le général Flahault. 1860—63» (П., 2 т., 1889); «La Grèce du roi Othon. Correspondance de M. T. avec sa famille et ses amis» (П., 1890); «Nicolas I et Napoléon III. Les préliminaires de la guerre de Crimée» (1891); «Episodes d’histoire contemporaine» (1892); «Trois années de la question d’Orient. 1856—59» (1897).